# Live CD
En live CD är en cd som innehåller ett komplett operativsystem som kan köras direkt utan att installeras på hårddisken. Efter avslutad körning är datorns tillstånd oförändrat (om man inte valt att spara något till hårddisken från live-CD:n). En live-CD innehåller förutom operativsystemet oftast en stor uppsättning övriga program för att maximera användbarheten. Vissa live-cd är kompletta prova-på versioner av till exempel Linuxdistributioner, andra är speciellt utvecklade för att fylla ett visst behov, till exempel systemadministration eller systemräddning.